# Pukegöl (Tveta socken, Småland)
Pukegöl är en sjö i Hultsfreds kommun i Småland och ingår i Emåns huvudavrinningsområde.